# Duboka (miasto Jagodina)
Duboka (cyr. Дубока) – wieś w Serbii, w okręgu pomorawskim, w mieście Jagodina. W 2011 roku liczyła 632 mieszkańców.